# José Meneses
José Meneses, né le 11 janvier 1924, à San Antonio de los Arenales, au Mexique et décédé le 24 avril 2013, à Chihuahua, au Mexique, est un ancien joueur mexicain de basket-ball.